# Selección de voleibol sub-21 de Checoslovaquia
La selección de voleibol sub-21 de Checoslovaquia representó a Checoslovaquia en competencias internacionales de voleibol masculino y partidos amistosos menores de 21 años. Estaba gobernado por la Federación Checoslovaca de Voleibol, que era un miembro afiliado de la Federación Internacional de Voleibol (FIVB) y era un parte de la Confederación Europea de Voleibol (CEV).

## Participaciones

### Campeonato Mundial
| Campeonato Mundial de Voleibol Masculino Sub-21 | Campeonato Mundial de Voleibol Masculino Sub-21 |
| Año                                             | Pos.                                            |
| ----------------------------------------------- | ----------------------------------------------- |
| 1977                                            | No clasificó                                    |
| 1989                                            | No clasificó                                    |
| 1991                                            | 7°                                              |
| 1993                                            | Medalla de bronce                               |
| Total                                           | 2/7                                             |

### Campeonato Europeo Juvenil de Voleibol Masculino
| Año   | Pos.              |
| ----- | ----------------- |
| 1966  | Medalla de bronce |
| 1969  | 6°                |
| 1971  | 7°                |
| 1973  | Medalla de plata  |
| 1975  | Medalla de plata  |
| 1977  | Medalla de plata  |
| 1979  | 4°                |
| 1982  | 6°                |
| 1984  | No clasificó      |
| 1986  | 10°               |
| 1988  | 8°                |
| 1990  | 4°                |
| 1992  | 4°                |
| Total | 12/13             |